# 橋子頭 (嘉義縣)
橋子頭，原寫為橋仔頭，是臺灣嘉義縣大林鎮的一個傳統地域名稱，位於該鎮北部。相較於今日行政區，其範圍大致為三村里北半部。

## 歷史
台灣日治初期，橋子頭地區為一（舊制）街庄，稱為「橋仔頭庄」，隸屬於打貓東頂堡。該庄北隔到孔山溪（今華興溪）與石龜溪庄為界，東與北勢庄為鄰，南邊為溝背庄、湖仔庄，西邊為大湖庄。
1901年（日治明治三十四年）11月，全台設置二十廳，該庄隸屬於嘉義廳。1903年（明治三十六年）6月，該庄編入「大莆林區」，隸屬於嘉義廳。1909年（明治四十二年）10月，合併二十廳為十二廳，大莆林區仍隸屬於嘉義廳。1920年（大正九年），廢十二廳改設五州二廳，該庄改制並雅化為「橋子頭」大字，隸屬於臺南州嘉義郡大林庄（新制街庄）。1943年10月1日，大林庄升格為大林街。
戰後大林街改制為大林鎮，隸屬於臺南縣，大字亦改制為里。1950年雲、嘉、南分治，大林鎮改隸屬於嘉義縣。

## 聚落
本地區發展較早的聚落有橋仔頭、崙仔（已消失）、潭墘等，在日治期初期的官方地圖上已有記載。

## 交通
台鐵縱貫線是台灣西部南北鐵路幹線，經過本地區西部。最近的車站在北側為石龜車站，屬招呼站，僅停靠區間車；在南側為大林車站，屬三等站，停靠部分自強號、莒光號及全部區間車。由此等可前往台鐵沿線各站。
省道台1線又稱「縱貫公路」，是台北至屏東縣楓港的傳統平面幹道，經過本地區橋子頭聚落東側。由該道路北行可前往雲林縣大埤鄉/斗南鎮邊界、斗南鎮、虎尾鎮東北部、莿桐鄉、西螺鎮等地，南行可前往大林鎮大林市區、溪口鄉東端、民雄鄉、嘉義市等地。
鄉道嘉98線是水汴頭至大埔美的道路。
鄉道嘉100線是湖仔至三角的道路。